# Josaphat-Robert Large
Josaphat-Robert Large (Jérémie, Haiti, 15 de novembro de 1942 - Nova Iorque, 28 de outubro de 2017) foi um poeta e romancista haitiano-americano.
Josaphat-Robert Large, enquanto estudante, envolveu-se na greve antiduvalierista no início dos anos 1960, ficou preso e foi obrigado a deixar a sua terra natal e se exilar. Chegando aos Estados Unidos, participou das tentativas de invasão no intuito de tirar do poder o ditador François Duvalier. A Marinha dos Estados Unidos o interceptou em pleno mar na companhia de trinta indivíduos com armamento pesado. Foi preso numa cela de Dade County sob acusação de tráfico de armas para um país estrangeiro.
Chegou nos Estados Unidos da América no final de 1963. Estudou inglês na Universidade de Columbia e fotografia no Instituto de Fotografia de Nova York. Em Nova York, foi membro fundador do grupo teatral "Kouidor", junto com Syto Cavé, Jacques Charlier e Hervé Denis. Colaborou nos jornais Haïti-Progrès, Haïti-en-Marche, Le Nouvelliste e Lire Haïti.
Publicou em 1975 a sua primeira coletânea de versos Nerfs du vent (Nervos do vento) nas Edições P-J.Oswald, em Paris.
O seu romance Les terres entourées de larmes (As terras cercadas de lágrimas) (2002) recebeu o Prix littéraire des Caraïbes (Prêmio Literário dos Caribes), em 2003. É o primeiro volume da trilogia Les empreintes de la vie (As Digitais da Vida) cujo segundo volume intitula-se Partir sur un coursier de nuages.
Em dezembro de 2007 participou do primeiro Festival Etonnants-voyageurs (Surpreendentes viajantes) em Porto Príncipe. Josaphat-Robert Large foi membro da Société des gens de lettres de France (Sociedade das Pessoas das Letras da França), da Association des Ecrivains de langue française (Associação dos Escritores de Língua Francesa) e do Clube PEN dos EUA.

## Obras
- Nerfs du vent, poesia Ed. P-J.Oswald, Paris, (1975)
- Chute de mots, poesia Ed. St-Germain-des-Prés, Paris, (1989)
- Les sentiers de l'enfer, romance Ed. l'Harmattan, Paris (1990)
- Pè Sèt!, poesia, Ed. Mapou, Miami, (1994)-(1996)
- Les récoltes de la folie, romance Ed. l'Harmattan, Paris, (1996)
- Les terres entourées de larmes, romance Ed. l'Harmattan, Paris, (2002)
- Keep On Keepin'On, poesia, iUniverse, New York, (2006)
- Partir sur un coursier de nuages, romance Ed. l'Harmattan, Paris, (2008)
- Rete! Kote Lamèsi, romance Presses nationales d'Haïti, Porto Príncipe, (2008)
- Eko dlo, Lagrandans debòde, DC, Studio Toto Laraque, Montréal, (2008)
- Échos en fuite, poesia, Le Chasseur Abstrait Éditeur, Paris, (2010)

## Premiações
- Prix littéraire des Caraïbes (premio literário dos Caribes), (2003)